# Джессіка Дерещук
Джессіка Енн Дерещук (3 травня 1983 , Стейсі, Міннесота ) — американська телевізійна діячка українського походження та королева краси зі Стейсі, штат Міннесота, яка брала участь у конкурсі «Міс США».

## Життєпис
Джессіка Дерещук народилася 1982 року в родині Грегорі та Валері Вот Дерещуків, які українське походжнення. У неї є брат на ім'я Микола. Одну з сестер звати Олександра.
Дерещук виграла титул Міс Міннесота США з першої спроби наприкінці 2003 року. Вона представляла Міннесоту на конкурсі «Міс США 2004», який транслювався в прямому ефірі з театру «Кодак» у Голлівуді, штат Каліфорнія, у квітні 2004 року. Джессіка Дерещук не потрапила на національний телевізійний конкурс, в якому перемогла Шанді Фіннессі з Міссурі. Як Міс Міннесота США, Дерещук сприяла участі молоді у виборах, підтримуючи ініціативи Держсекретаря Міннесоти «Get Out the Vote». За її внесок у збільшення явки виборців у Міннесоті у 2004 році 20 грудня 2004 року було оголошено «Днем Джессіки Дерещук» у Міннесоті. Місяцем раніше 20 листопада 2004 року в окрузі Чисаго було оголошено «Днем Джессіки Дерещук».
Дерещук закінчила середню школу North Branch High School у 2001 році, а згодом отримала ступінь з модного мерчендайзингу та жіночих студій у Century Community College. Після перемоги на конкурсі «Міс Міннесота США» Джессіка Дерещук з'явилася в реаліті-шоу The Cut у 2005 році і працювала гардеробником і фотостилістом у Posh Makeup Artists.